# Хосе Мачін
Хосе Мачін (ісп. José Machín, нар. 14 серпня 1996, Бата) — футболіст Екваторіальної Гвінеї, півзахисник італійського клубу «Монца» і національної збірної Екваторіальної Гвінеї.

## Клубна кар'єра
Народився 14 серпня 1996 року в місті Бата. Дитиною перебрався до Іспанії, де почав займатися футболом у команді «Ла Флореста». Згодом змінив декілька юнацьких команд, включаючи академії «Барселони», «Хімнастіка» та «Малаги», а 2015 року став гравцем молодіжної команди італійської «Роми».
У дорослому футболі дебютував 2016 року виступами на умовах оренди за «Трапані» із Серії B. Згодом також на умовах оренди грав за швейцарський «Лугано» та «Брешію».
На початку 2018 року був орендований «Пескарою», а за півроку цей друголіговий клуб викупив контракт півзахисника за 1,8 мільйона євро.
Першу половину 2019 року провів у вищоліговій «Пармі», у складі якої, утім, майже не грав, і влітку повернувся на умовах оренди до  «Пескари».
У січні 2020 року перейшов на умовах оренди до «Монци», яка за півроку здобула підвищення в класі др Серії B і викупила контракт Мачіна за 4 мільйони євро. Протягом першої половини 2021 року знову грав за «Пескару» на правах оренди, після чого повернувся до команди з Монци.

## Виступи за збірну
2015 року дебютував в офіційних матчах у складі національної збірної Екваторіальної Гвінеї.
У складі збірної був учасником Кубка африканських націй 2021 року, що проходив на початку 2022 року в Камеруні, де був гравцем основного складу команди.
| Дата       | Місто            | Господарі            | Результат               | Гості                | Турнір                                      | Голи | Примітки |
| ---------- | ---------------- | -------------------- | ----------------------- | -------------------- | ------------------------------------------- | ---- | -------- |
| 12-11-2015 | Рабат            | Марокко              | 2 – 0                   | Екваторіальна Гвінея | Відбір до ЧС 2018                           | -    | 52'      |
| 15-11-2015 | Бата             | Екваторіальна Гвінея | 1 – 0                   | Марокко              | Відбір до ЧС 2018                           | -    |          |
| 25-3-2016  | Бамако           | Малі                 | 1 – 0                   | Екваторіальна Гвінея | Відбір до Кубка африканських націй 2017     | -    |          |
| 28-3-2016  | Малабо           | Екваторіальна Гвінея | 0 – 1                   | Малі                 | Відбір до Кубка африканських націй 2017     | -    |          |
| 9-6-2017   | Дакар            | Сенегал              | 3 – 0                   | Екваторіальна Гвінея | Відбір до Кубка африканських націй 2019     | -    |          |
| 13-10-2018 | Бата             | Екваторіальна Гвінея | 0 – 1                   | Мадагаскар           | Відбір до Кубка африканських націй 2019     | -    | 72'      |
| 13-10-2019 | Салон-де-Прованс | Екваторіальна Гвінея | 1 – 1                   | Того                 | товариський матч                            | -    | 66'      |
| 19-11-2019 | Малабо           | Екваторіальна Гвінея | 0 – 1                   | Туніс                | Відбір до Кубка африканських націй 2021     | -    | 88'      |
| 11-11-2020 | Каїр             | Лівія                | 2 – 3                   | Екваторіальна Гвінея | Відбір до Кубка африканських націй 2021     | -    | 90+5'    |
| 15-11-2020 | Бата             | Екваторіальна Гвінея | 1 – 0                   | Лівія                | Відбір до Кубка африканських націй 2021     | -    |          |
| 25-03-2021 | Малабо           | Екваторіальна Гвінея | 1 – 0                   | Мавританія           | Відбір до Кубка африканських націй 2021     | -    | 45'      |
| 28-03-2021 | Радес            | Туніс                | 2 – 1                   | Екваторіальна Гвінея | Відбір до Кубка африканських націй 2021     | -    | 60'      |
| 7-10-2021  | Малабо           | Екваторіальна Гвінея | 2 – 0                   | Замбія               | Відбір до ЧС 2022                           | -    | 69'      |
| 10-10-2021 | Лусака           | Замбія               | 1 – 1                   | Туніс                | Відбір до ЧС 2022                           | -    | 78'      |
| 13-11-2021 | Малабо           | Екваторіальна Гвінея | 1 – 0                   | Туніс                | Відбір до ЧС 2022                           | -    | 89'      |
| 12-1-2022  | Дуала            | Екваторіальна Гвінея | 0 – 1                   | Кот-д'Івуар          | Кубок африканських націй 2021 - 1-й етап    | -    |          |
| 16-1-2022  | Дуала            | Алжир                | 0 – 1                   | Екваторіальна Гвінея | Кубок африканських націй 2021 - 1-й етап    | -    |          |
| 20-1-2022  | Лімбе            | Сьєрра-Леоне         | 0 – 1                   | Екваторіальна Гвінея | Кубок африканських націй 2021 - 1-й етап    | -    | 64'      |
| 26-1-2022  | Лімбе            | Малі                 | 0 – 0 д.ч. (5 – 6 п.п.) | Екваторіальна Гвінея | Кубок африканських націй 2021 - 1/8 фіналу  | -    | 82'      |
| 30-1-2022  | Яунде            | Сенегал              | 3 – 1                   | Екваторіальна Гвінея | Кубок африканських націй 2021 - чвертьфінал | -    | 36' 85'  |
| Усього     |                  | Матчів               | 20                      |                      | Голів                                       | 0    |          |